# ナオミクローゼット
『ナオミクローゼット』は、2013年4月から2015年9月までBS日テレで放送されていたファッションバラエティ番組。
元々は2013年4月からBS日テレで月曜日 - 金曜日24:00 - 24:30に放送されていた帯番組「BS吉テレ」の木曜日担当コーナー番組。同年10月の帯番組終了後、金曜日担当コーナー番組の『ケンイチ』とともに放送が継続された。

## 出演者

### レギュラー
- MC - 渡辺直美
- アシスタント - 山田愛実（TEAM BANANA）
- コーナーレギュラー - ロバータ
- ナレーター - 大貫幹枝（タカダ・コーポレーション）

### 準レギュラー
- 小川暖奈（スパイク）
- 松浦志穂（スパイク）

## 概要
ファッション・新たな流通・トレンド・プロモーションを生み出す部署「吉本ガールズプロジェクト」を、吉本のファッショニスタ「渡辺直美」が盛り上げる。
最新ファッション情報から独自のモデルを生み出すプロジェクト「毒モプロジェクト」など独自の展開も。

## 放送内容
| 放送日         | 内容                                       | ゲスト |
| -------------- | ------------------------------------------ | --- |
| 2013年4月4日   | ファッショニスタ渡辺直美                   | 植野有砂 |
| 2013年4月11日  | 沖縄国際映画祭スペシャル                   | あべこうじ |
| 2013年4月18日  | 女芸人大変身スペシャル                     | 植野有砂、スパイク |
| 2013年4月25日  | スーパーガールズフェスタin台湾スペシャル   | |
| 2013年5月2日   | 毒モプロジェクト かわいすぎる女芸人 前編   | 向井慧(パンサー)、植野有砂、しょーこ(ブービーマドンナ)、光永、なめたらいかんぜよ。MARI、鈴川絢子(F2)、野絵(あげは)、A-CHAN |
| 2013年5月9日   | 毒モプロジェクト かわいすぎる女芸人 後編   | 植野有砂、しょーこ(ブービーマドンナ)、光永、なめたらいかんぜよ。MARI、鈴川(F2)、野絵(あげは)、A-CHAN                       |
| 2013年5月16日  | ファッション誌「WWD」特集                  | |
| 2013年5月23日  | ファッションキーマン 松本恵奈 前編         | 松本恵奈 |
| 2013年5月30日  | ファッションキーマン 松本恵奈 後編         | 松本恵奈 |
| 2013年6月6日   | ぽっちゃり夏コーデ特集                     | 近藤春奈(ハリセンボン)、藤本友美(TEAM BANANA)                                                                              |
| 2013年6月13日  | ファッションキーマン 高橋奈々              | 高橋奈々 |
| 2013年6月20日  | オシャレ浴衣特集                           | 植野有砂、なめたらいかんぜよ。MARI、野絵(あげは)、鈴川(F2)、しょーこ(ブービーマドンナ)                                     |
| 2013年6月27日  | 半顔メイク特集                             | |
| 2013年7月4日   | 人気ブロガー Natsu                         | Natsu |
| 2013年7月11日  | 最新ボディケア 第1弾                       | |
| 2013年7月18日  | ファッションキーマン 奈良裕也 前編         | 奈良裕也 |
| 2013年7月25日  | ファッションキーマン 奈良裕也 後編         | 奈良裕也 |
| 2013年8月1日   | ファッションキーマン 森本容子 前編         | 森本容子 |
| 2013年8月8日   | ファッションキーマン 森本容子 後編         | 森本容子 |
| 2013年8月15日  | ファッションキーマン 松岡里枝              | 松岡里枝 |
| 2013年8月22日  | 恋のぽちゃ騒ぎ 前編                        | 磯山さやか、馬場園梓(アジアン)、藤本友美(TEAM BANANA)、野絵                                                                |
| 2013年8月29日  | 恋のぽちゃ騒ぎ 後編                        | 磯山さやか、馬場園梓(アジアン)、藤本友美(TEAM BANANA)、野絵                                                                |
| 2013年9月5日   | 人気モデルとプライベートトーク             | 紗羅マリー、秋元梢 |
| 2013年9月12日  | 人気モデルは何を着てもオシャレなのかin巣鴨 | 紗羅マリー、秋元梢 |
| 2013年9月19日  | 的なコーデ対決                             | スパイク |
| 2013年9月26日  | ローティーンモデル特集                     | 岡本夏美、小山内花凛、永野芽郁                                                                                             |
| 2013年10月3日  | アートファッション特集                     | F2 |
| 2013年10月10日 | ヴィンテージコーデ対決                     | スパイク |
| 2013年10月17日 | SHIBUYA109 特集 前編                       | 紗羅マリー |
| 2013年10月24日 | SHIBUYA109 特集 後編                       | 紗羅マリー |
| 2013年10月31日 | ファッションキーマン 串戸ユリア            | 串戸ユリア |
| 2013年11月7日  | あべのハルカス 特集                        | |
| 2013年11月14日 | 彼カジコーデ対決 前編                      | マギー、吉村崇(平成ノブシコブシ)、まちゃまちゃ、北見寛明(ベイビーギャング)、平井俊輔(どりあんず)                           |
| 2013年11月21日 | 彼カジコーデ対決 後編                      | マギー、吉村崇(平成ノブシコブシ)、まちゃまちゃ、北見寛明(ベイビーギャング)、平井俊輔(どりあんず)                           |
| 2013年11月28日 | ファッションキーマン 大田由香梨 前編       | 大田由香梨 |
| 2013年12月5日  | ファッションキーマン 大田由香梨 前編       | 大田由香梨 |
| 2013年12月12日 | 最新ボディケア 第2弾                       | スパイク |
| 2013年12月19日 | Xmasプレゼント特集                         | エリーローズ、森本容子 |
| 2013年12月26日 | 彼カジコーデ対決 in SHIBUYA109             | |
| 2014年1月2日   | ナオミクローゼット新年会 前編              | |
| 2014年1月9日   | ナオミクローゼット新年会 後編              | |
| 2014年1月16日  | カスタマイズファッション特集               | |
| 2014年1月23日  | ファッションキーマン 萩原桃子 前編         | 萩原桃子 |
| 2014年1月30日  | ファッションキーマン 萩原桃子 後編         | 萩原桃子 |
| 2014年2月6日   | バレンタイン特集 with ぽちゃ子 前編        | |
| 2014年2月13日  | バレンタイン特集 with ぽちゃ子 後編        | |
| 2014年2月20日  | 彼カジコーデ対決 未公開スペシャル          | |
| 2014年2月27日  | 彼カジコーデ対決 in ルミネエスト 前編      | |
| 2014年3月6日   | 彼カジコーデ対決 in ルミネエスト 後編      | |
| 2014年3月13日  | ファッションキーマン ピース又吉 前編       | 又吉直樹(ピース) |
| 2014年3月20日  | ファッションキーマン ピース又吉 後編       | 又吉(ピース) |
| 2014年3月27日  | 直美ちゃんブランド立ち上げスペシャル       | |
| 2014年4月3日   | 直美ちゃんチャレンジ                       | |
| 2014年4月10日  | ぽちゃ子の魅力大公開                       | |
| 2014年4月17日  | ユニークカフェ特集 with ぽちゃ子 前編      | la farfaモデル |
| 2014年4月24日  | ユニークカフェ特集 with ぽちゃ子 後編      | la farfaモデル |
| 2014年5月1日   | PUNYUS特集                                 | |
| 2014年5月8日   | ファッションキーマン 田村孝司              | 田村孝司 |
| 2014年5月15日  | おしゃれルームウェア特集 前編              | ケリーアン、スパイク |
| 2014年5月22日  | おしゃれルームウェア特集 後編              | ケリーアン、スパイク |

## スタッフ
- 企画：白岩久弥
- ナレーター：タカダ・コーポレーション大貫さん
- 構成：長谷川朝二/はりせ/ビル坂恵/宮丸直子
- スタイリスト：大瀧彩乃
- メイク：熊谷弥永子
- カメラ：大尾庸介/渡晴男
- 音声：谷口貴三男
- EED：津口聡
- MA：椛澤泰裕
- 音効：宮田眞衣(ZACK)
- 技術協力：よしもとブロードエンタテインメント/BEAM TV CENTER/garconshinois
- デスク：村田明美
- ディレクター：高橋純/加藤浩明/甲斐元気
- 制作プロデューサー：坂川綾那/菊井徳明/杉山宏道
- プロデューサー：井上由紀/稲冨聡/林敏博
- チーフプロデューサー：西牟田知夫
- 協力：セドナ・ブラザーズ・プロダクション/K-ten
- 制作協力：よしもとクリエイティブ・エージェンシー
- 制作著作：BS日テレ/吉本興業